# Strijkkwartet nr. 9 (Beethoven)
Het strijkkwartet nr. 9 in C-majeur, opus 59.3  is een vierdelige compositie voor strijkkwartet van Ludwig van Beethoven, die in 1806 voltooid werd en het derde van aan graaf Andreas Razoemovski (vaak gespeld als Rasumovsky) opgedragen kwartetten.

## Delen
I. Andante con moto - Allegro vivace (C)

II. Andante con moto quasi Allegretto (a)

III. Menuetto (Grazioso)- (C)

IV. Allegro molto (C)

## Receptie
Het kwartet werd samen met de andere Razoemovski-kwartetten uitgevoerd door Ignaz Schuppanzigh en zijn strijkkwartetensemble in het paleis van graaf Razoemovski. Beethoven was bevriend met Schuppanzigh vanaf het moment dat hij naar Wenen verhuisde tot aan zijn dood in 1827 en gaf de muzikant de bijnaam ‘Milord Falstaff’. Het is mogelijk dat Schuppanzigh en zijn muzikanten de Razoemovski-kwartetten in het openbaar mochten uitvoeren in de eerste maanden na hun creatie, toen de diplomaat als opdrachtgever nog het exclusieve exploitatierecht op de werken had.
Vanwege hun complexiteit stuitten de kwartetten opus 59 op onbegrip en afwijzing. Maar zoals de Allgemeine Musical Zeitung schreef, moet het Kwartet opus 59 nr. 3 "elke ontwikkelde muziekliefhebber overtuigen door zijn originaliteit, melodie en harmonische kracht."
De Weense uitgave van het kwartet opus 59.3 vond samen met de andere Razoemovski-kwartetten plaats in januari 1808 in het 'Schreyvogelsche Industriecomptoir'. De volgorde waarin de kwartetten zijn verschenen, komt hoogstwaarschijnlijk ook overeen met de volgorde waarin ze zijn geschreven. In 1809 publiceerde Simrock een herdruk in Bonn. De eerste partituuruitgave van de kwartetten verscheen pas in 1830.
In de loop van de tijd veranderde de publieke opinie over het kwartet. Op 11 februari 1816 maakte het kwartet in C-groot deel uit van het afscheidsconcert van Ignaz Schuppanzigh, kort voordat hij op een aantal jaren van concertreizen naar Rusland vertrok. Zelfs na zijn terugkeer in 1823 speelde Schuppanzigh vaak het kwartet tijdens zijn kamermuziekconcerten.
De musicoloog Arnold Schering zag in opus 59.3 parallellen met Don Quichot van Miguel de Cervantes. Als ‘op muziek gezet’ zag hij Don Quichot in de inleiding mijmeren over de ridderboeken, daarna de rit vanuit La Mancha in het eerste deel, de romance van Antonio in het tweede deel, de uittocht van Don Quichot en zijn gevecht tegen de windmolens in het derde deel, en in het vierde zijn overwinning.
Vroege periode: No. 1 in F (opus 18.1) · No. 2 in G (opus 18.2) · No. 3 in D (opus 18.3) · No. 4 in c (opus 18.4) · No. 5 in A (opus 18.5) · No. 6 in Bes (opus 18.6)

Middenperiode: No. 7 in F (opus 59.1) · No. 8 in e (opus 59.2) · No. 9 in C (opus 59.3) · No. 10 (Harp) in Es (opus 74) · No. 11 (Serioso) in f (opus 95)

Late periode: No. 12 in Es (opus 127) · No. 13 in Bes (opus 130) · No. 14 in cis (opus 131) · No. 15 in a (opus 132) · Große Fuge (opus 133) · No. 16 in F (opus 135)